# 赖希斯霍夫
赖希斯霍夫（德語：Reichshof，發音：[ˈʁaɪçsˌhoːf]）是德国北莱茵-威斯特法伦州科隆行政区上贝格县的市镇，面积114.66平方千米，2023年12月31日人口为18,728人。